# Orella interna

Anatomia de l'orella humana:
1: Orella externa.
5: Orella mitjana.
13: Orella interna: 14: Laberint: 15: Conducte semicircular, 16: Vestíbul: 17: Finestra oval, 18: Finestra rodona. 19: Còclea. 20: Nervi vestibular, 21: Nervi coclear, 22: Conducte auditiu intern.
Altres: 11: Os temporal, 23: Nervi auditiu.

És la part interna de l'orella; externament, limita amb l'orella mitjana. És incorrecte el terme oïda interna, ja que oïda és un sentit i no pas un òrgan.
Consta de:
- Laberint:
  - Conductes semicirculars.
  - Vestíbul: 
    - A l'interior hi ha l'utricle (que està en relació amb els conductes semicirculars i el sàcul) i el sàcul (en relació amb l'utricle i el conducte coclear).
    - Limitant amb l'orella mitjana hi ha la finestra oval (en relació amb l'estrep i la rampa vestibular) i la finestra rodona (en relació amb la caixa timpànica i el conducte coclear).

  - Còclea.
- Nervis: el nervi vestibulococlear o auditiu, en entrar en el conducte auditiu intern, es divideix en dues branques: el nervi vestibular i el nervi coclear.

Té dues funcions:
- Els conductes semicirculars, l'utricle i el sàcul detecten canvis d'acceleració rotacional i de la posició del cap, i el senyal nerviós corresponent s'envia a través del nervi vestibular.
- Les modificacions del senyal mecànic (procedent de les ones de so) dels ossicles es transmeten com a ones en el medi líquid de la còclea, i és en l'òrgan de Corti (de la còclea) que es transformen finalment en senyal nerviós, que s'envia pel nervi coclear.

El laberint, també anomenat labyrinthus, es divideix en labyrinthus osseus (ossi) i labyrinthus captivus (membranós). Al labyrinthus osseus, els petits conductes semicirculars pertanyen a l'òrgan propi de l'equilibri, i el cochlearis, o cargol, pertany a l'òrgan de l'audició. El labyrinthus osseus conté un líquid limfàtic anomenat perilimfa que està localitzat a l'espai perilimfàtic.
El labyrinthus captivus se subdivideix en labyrinthus vestibularis i labyrinthus cochlearis. El labyrinthus vestibularis inclou els estatoconis, denominats utriculus i sacculus, localitzats als petits conductes semicirculars ossis. El labyrinthus cochlearis està format pel conducte cochlearis, situat a la còclea òssia. L'òrgan de Corti és al conducte cochlearis i és l'òrgan receptor de l'audició i la propiocepció.
Els conductes semicirculars són tres tubets arquejats en forma de semicercle, implantats al vestíbul i situats en tres plans rectangulars, segons les tres dimensions de l'espai. Els canals semicirculars ens donen la noció de l'espai i, per tant, contribueixen al manteniment de l'equilibri del cap i del cos.
La còclea o cargol és un sistema de tubs enrotllats, amb tres tubs diferents, un al costat de l'altre, denominats rampa vestibular, conducte coclear i rampa timpànica. La rampa vestibular i el conducte coclear estan separats entre si per la membrana vestibular, i la rampa timpànica i el conducte coclear estan separats per la membrana basilar. A la superfície de la membrana basilar hi ha una estructura, l'òrgan de Corti, que conté una sèrie de cèl·lules mecànicament sensibles, les cèl·lules ciliades. La rampa vestibular i la rampa timpànica són plenes de perilimfa, rica en sodi (Na) i pobra en proteïnes. El conducte coclear conté endolimfa, rica en proteïnes i que conté, sobretot, potassi (K). La rampa vestibular es relaciona amb la finestra oval mitjançant el vestíbul i la rampa timpànica limita amb la finestra rodona. Tots dos conductes comuniquen al vèrtex del cargol o helicotrema. Les cèl·lules ciliades, sostingudes per les cèl·lules de Deiters, tenen una disposició angular i amb els extrems arriben a la membrana tectòria, de tipus gelatinós i que està estesa sobre les cèl·lules ciliades.
La membrana vestibular és tan prima que no dificulta el pas de les vibracions sonores des de la rampa vestibular fins al conducte coclear. Per tant, pel que fa a la transmissió del so, la rampa vestibular i el conducte coclear es consideren una única cambra. La importància de la membrana vestibular prové del fet que conserva dins del conducte coclear l'endolimfa, necessària per al normal funcionament de les cèl·lules ciliades.